# Gholamreza Rezaei
Gholamreza Rezaei (pers. ‏غلامرضا رضایی‎, ur. 6 sierpnia 1984 w Szirazie) – irański piłkarz występujący na pozycji prawoskrzydłowego lub napastnika w drużynie Sepidrood Raszt.

## Kariera piłkarska
Gholamreza Rezaei jest wychowankiem klubu Moghawemat Sepasi Sziraz. W 2007 trafił do drużyny Saba Kom. Dwa lata później przeszedł do Emirates Club, gdzie jednak nie rozegrał żadnego meczu. Sezon 2009/2010 spędził w Fulad Ahwaz, zaś w latach 2010–2013 grał w Persepolis Teheran, z ligi Pucharu Zatoki Perskiej. Następnie grał w takich klubach jak: Fulad Ahwaz, Naft Teheran i Saipa Karadż, a w 2017 przeszedł do Sepidrood Raszt.
Gholamreza Rezaei w 2008 zadebiutował w reprezentacji Iranu. W 2011 został powołany do kadry narodowej na Puchar Azji. Jego drużyna zajęła pierwsze miejsce w grupie i odpadła w ćwierćfinale z Koreą Południową. Rezaei strzelił na tym turnieju jedną bramkę, w pierwszym meczu fazy grupowej z Irakiem (2:1).